# Petra Krause (Terroristin)
Petra Krause (* 19. Februar 1939 in Berlin; † vor oder am 2. April 2025 in Mailand) war eine deutsch-italienische Terroristin, die mit ihrer Gruppe in den 1970er-Jahren unter anderem die Rote Armee Fraktion (RAF) und die Roten Brigaden mit Waffen belieferte.

## Leben
Krause wurde als Kind jüdischer Eltern geboren. Gemeinsam mit ihrer Mutter wurde sie in das Konzentrationslager Auschwitz deportiert und dort misshandelt. Nach dem Krieg lebte sie bei einer Adoptivfamilie in der damaligen Ostzone, diese flüchtete mit ihr später in den Westen. Krause wurde durch die Ehe mit einem Arzt zur italienischen Staatsbürgerin.
1975 wurde sie in Zürich wegen Verdachts auf Sprengstoff- und Waffenschmuggel für verschiedene terroristische Gruppierungen in halb Europa festgenommen. 1976 ging der Bundesrat nicht auf die Forderung der Flugzeugentführer von Entebbe auf Freilassung der in Zürich in Untersuchungshaft befindlichen Petra Krause ein. Sie wurde von Rechtsanwalt Bernard Rambert von der Rechtsauskunft Anwaltskollektiv verteidigt und 1977 nach Italien ausgeliefert, wo sie nach wenigen Tagen auf freien Fuß kam. 1981 wurde Krause vom Obergericht des Kantons Zürich in entschuldigter Abwesenheit verurteilt. Die Verfahren gegen Krause in der Schweiz fanden vor dem Hintergrund des Deutschen Herbstes statt und führten auch zu Kontroversen über die Haftbedingungen. Die Verfahren fielen außerdem in die Zeit des Linksterrorismus in der Schweiz.
Krause war mit der deutschen Politikerin und DDR-Agentin Brigitte Heinrich befreundet. In Zürich arbeitete sie kurzzeitig bei dem Buchhändler Theo Pinkus. Sie starb im Frühjahr 2025 im Alter von 86 Jahren in Mailand.